# ال‌تی کرتسیا
ال‌تی کرتسیا (به انگلیسی: LT Cortesia) یک کشتی است. این کشتی در سال ۲۰۰۶ ساخته شد.